# Милеров закон специфичне енергије нерава
Милеров закон специфичне енергије нерава јесте закон који је извео и формулисао немачки физиолог Јоханес Милер 1835. године. Закон гласи да је природа перцепције дефинисана путем којим се чулне информације преносе. 
Према закону, порекло сензације није важно. Дакле, разлика у перцепцији вида, слуха и додира није узрокована разликама у самим стимулусима већ различитим нервним структурама које ти стимулуси побуђују. На пример, притисак на око изазива осећај бљесака светлости јер неурони у мрежњачи шаљу сигнал у потиљачни режањ. Упркос томе што је сензорни унос механички, искуство је визуелно. 

## Закон
Јоханес Милер, оснивач експерименталне физиологије, објављује књигу у којој су сакупљена сва дотадашња знања о функцији човековог организма. То је био покушај одвајања физиологије од непосредне медицинске праксе. Милер је био врло значајан физиолог, који је допринео највише у области физиологије чула.
Милеров највећи допринос представља нов приступ проблему квалитета сензација. Формулишући своја запажања у десет закона или пропозиција, он закључује следеће:
1. Ако је чулни нерв надражен, јавиће се увек иста врста чулног искуства, без обзира на природу стимулуса.
2. Исти физички стимулус примењен на различите чулне органе даће увек неједнаке сензације у зависности од  органа или нерва који је надражен.
3. Осећај је само свест о стању нервно-чулних путева, а не директно околине.

Различите врсте енергије делујући на исти чулни пријемник дају исти сазнајни ефекат, а иста енергија примењена на различите пријемнике даје различите сазнајне ефекте, Милер закључује да квалитет сензација не зависи од својства стимулације, већ од неке специфичне енергије чулно-нервног апарата.
Милеров закон гласи:
| „ | Исти узрок, попут електрицитета, може истовремено утицати на све чулне органе, будући да су сви осетљиви на њега; па ипак, сваки чулни нерв различито реагује на њега; један нерв га доживљава као светлост, други чује његов звук, други га мирише; други куша електричну енергију, а други осећа бол и шок. Један нерв опажа светлуцаву слику механичком иритацијом, други га чује као зујање, други га осећа као бол... Онај ко се осећа присиљеним да размотри последице ових чињеница не може а да не схвати да специфична осетљивост нерава за одређене дражи није довољна, јер су сви нерви осетљиви на исти узрок, али на исти узрок реагују на различите начине... (С) заснивање није спровођење квалитета или стања спољашњих тела у свести, већ спровођење квалитета или стања наших нерава у свести, побуђено спољашњим узроком. | ” |